# Aeroporto di Udine-Campoformido
L'Aeroporto di Udine-Campoformido è un aeroporto civile turistico e fa parte dei cosiddetti aeroporti minori italiani, che non svolgono attività commerciali o militari. Si trova nel comune di Campoformido, a circa 2 km da Udine.
L'apertura della struttura risale al 1914 ed ha sempre svolto attività di tipo militare sino al 2008, quando gran parte dell'aeroporto è passato dal demanio militare a quello civile.
Oggi l'attività aeroportuale è gestita dall'Aeroclub Friulano.
Presso l'area aeroportuale vengono effettuati radiosondaggi dal personale della stazione aerologica.
È presente anche la Scuola di paracadutismo sportivo UPnGO e una scuola di volo VDS (Ultraleggero), SPL (Aliante) e PPL (Pilota Privato) gestita dall’AeroClub Friulano.

## Controversie
Il 2 dicembre 2021 il Tribunale di Udine ha dichiarato prescritti quasi tutti i reati contestati nel processo sui finanziamenti regionali per il Parco del Volo a Campoformido. Nel procedimento, che inizialmente contava otto imputati, le ipotesi di reato contestate erano evasione fiscale, truffa aggravata e truffa aggravata per il conseguimento di erogazioni pubbliche. L’obiettivo delle truffe sarebbe stato l’ottenimento tra il 2009 e il 2013 di migliaia di euro di finanziamenti regionali per la realizzazione e la gestione del Parco del Volo e delle connesse attività espositive e di formazione all’interno dell’ex aeroporto militare.
Tra gli imputati figuravano alcuni insegnanti e due ex-dirigenti dell'I.S.I.S. "A. Malignani" di Udine, Arturo Campanella e Ester Iannis, oltre a esponenti del club aereo Far East, in particolare l’allora presidente, il 56enne Andrea Cantarutti, assolto dai giudici per l’unico capo d’imputazione non andato prescritto, ovvero evasione fiscale 
.